# Jacques Alméras

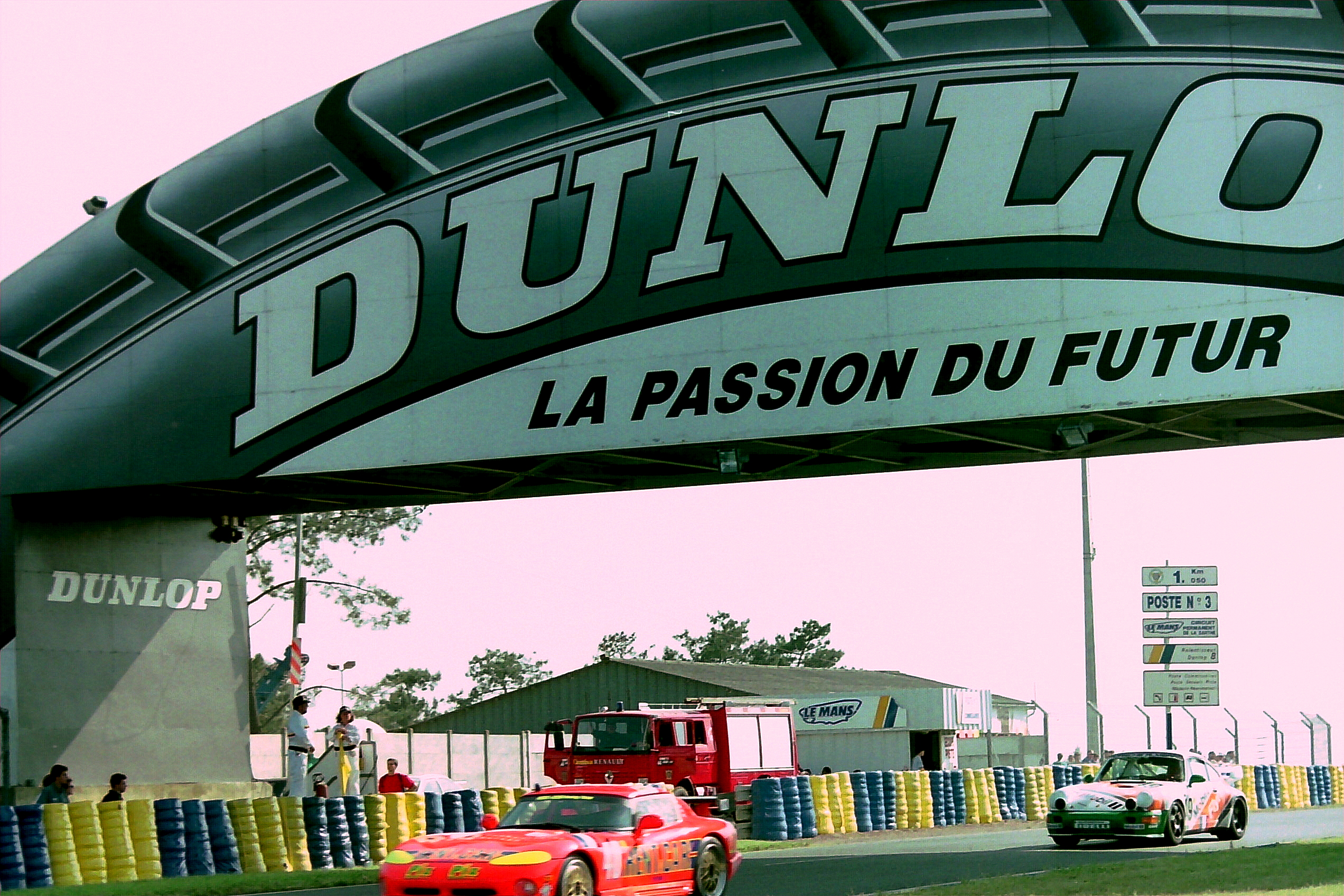
Der Porsche 911 Carrera RS (rechts) von Jean-Marie Alméras, Jacques Laffite und Jacques Alméras unter dem Dunlop-Bogen beim 24-Stunden-Rennen von Le Mans 1994

Jacques Alméras (* 30. Januar 1949 in Montpellier) ist ein ehemaliger französischer Automobilrennfahrer und Rennstallbesitzer sowie der Vater von Philippe Alméras.

## Karriere
Jacques Alméras bestritt in den 1979er-, 1980er- und 1990er-Jahren Touren- und Sportwagenrennen. Auch bei Langstreckenrennen war der Franzose zwei Jahrzehnte lang am Start. Mit seinem Bruder Jean-Marie – der fast immer einer seiner Teampartner war – betrieb er auch einen Rennstall, der ausschließlich Sportwagen von Porsche einsetzte.
1980 gab er sein Debüt beim 24-Stunden-Rennen von Le Mans auf einem Porsche 934. Das Rennen endete nach einem Unfall in der 251. gefahrenen Runde vorzeitig. Seine beste Platzierung an der Sarthe war der 15. Gesamtrang 1983, den er gemeinsam mit seinem Bruder und Jacques Guillot auf einem Porsche 930 erreichte. Das letzte Mal als Fahrer war Alméras 1994 in Le Mans am Start. Wie sein Debütrennen endete auch sein letztes Rennen dort nach einem Unfall vorzeitig.
1973 wurde er Gesamtzweiter bei der Tour de France für Automobile und 1978, 1979 und 1980 gewann er die Gesamtwertung der Produktionswagenklasse der Europa-Bergmeisterschaft.

## Statistik

### Le-Mans-Ergebnisse
| Jahr | Team                        | Fahrzeug                | Teamkollege        | Teamkollege       | Platzierung | Ausfallgrund           |
| ---- | --------------------------- | ----------------------- | ------------------ | ----------------- | ----------- | ---------------------- |
| 1980 | Equipe Alméras Frères       | Porsche 934             | Jean-Marie Alméras | Marianne Hoepfner | Ausfall     | Unfall                 |
| 1981 | Eminence Racing Team        | Porsche 924 Carrera GTR | Jean-Marie Alméras |                   | Ausfall     | Leck im Treibstofftank |
| 1983 | Equipe Alméras Frères       | Porsche 930             | Jean-Marie Alméras | Jacques Guillot   | Rang 15     |                        |
| 1984 | Equipe Alméras Frères       | Porsche 930             | Jean-Marie Alméras | Tom Winters       | Rang 18     |                        |
| 1989 | Equipe Alméras Frères       | Porsche 962C            | Jean-Marie Alméras | Alain Iannetta    | Ausfall     | Unfall                 |
| 1991 | Alméras Frères              | Porsche 962C            | Jean-Marie Alméras | Pierre de Thoisy  | Ausfall     | Unfall                 |
| 1992 | Equipe Alméras Chotard      | Porsche 962C            | Jean-Marie Alméras | Max Cohen-Olivar  | Ausfall     | Unfall                 |
| 1994 | Porsche Flymo Mobil Alméras | Porsche 911 Carrera RSR | Jean-Marie Alméras | Jacques Laffite   | Ausfall     | Unfall                 |

### Einzelergebnisse in der Sportwagen-Weltmeisterschaft
| Saison | Team            | Rennwagen   | 1   | 2   | 3   | 4   | 5   | 6   | 7   | 8   | 9   | 10  | 11  | 12  | 13  | 14  | 15  | 16  |
| ------ | --------------- | ----------- | --- | --- | --- | --- | --- | --- | --- | --- | --- | --- | --- | --- | --- | --- | --- | --- |
| 1980   | Alméras Frères  | Porsche 934 | DAY | BRH | SEB | MUG | MON | RIV | SIL | NÜR | LEM | DAY | WAT | SPA | MOS | ROA | VAL | DIJ |
| 1980   | Alméras Frères  | Porsche 934 |     |     |     |     |     | DNF |     |     |     |     |     |     |     |     |     |     |
| 1981   | Eminence Racing | Porsche 924 | DAY | SEB | MUG | MON | RIV | SIL | NÜR | LEM | PER | DAY | WAT | SPA | MOS | ROA | BRH |     |
| 1981   | Eminence Racing | Porsche 924 |     |     |     |     | DNF |     |     |     |     |     |     |     |     |     |     |     |
| 1983   | Alméras Frères  | Porsche 930 | MON | SIL | NÜR | LEM | SPA | FUJ | KYA |     |     |     |     |     |     |     |     |     |
| 1983   | Alméras Frères  | Porsche 930 | 15  |     |     |     |     |     |     |     |     |     |     |     |     |     |     |     |
| 1984   | Alméras Frères  | Porsche 930 | MON | SIL | LEM | NÜR | BRH | MOS | SPA | IMO | FUJ | KYA | SAN |     |     |     |     |     |
| 1984   | Alméras Frères  | Porsche 930 | 18  |     |     |     |     |     |     |     |     |     |     |     |     |     |     |     |
| 1989   | Porsche Alméras | Porsche 962 | SUZ | DIJ | JAR | BRH | NÜR | DON | SPA | MEX |     |     |     |     |     |     |     |     |
| 1989   | Porsche Alméras | Porsche 962 |     | 19  | 12  | 10  | 14  |     | 21  | 15  |     |     |     |     |     |     |     |     |
| 1990   | Alméras Frères  | Porsche 962 | SUZ | MON | SIL | SPA | DIJ | NÜR | DON | MOT | MEX |     |     |     |     |     |     |     |
| 1990   | Alméras Frères  | Porsche 962 |     |     |     | 22  | 23  | 19  |     | 15  | DNF |     |     |     |     |     |     |     |
| 1991   | Alméras Frères  | Porsche 962 | SUZ | MON | SIL | LEM | NÜR | MAG | MEX | AUT |     |     |     |     |     |     |     |     |
| 1991   | Alméras Frères  | Porsche 962 | DNF |     |     |     |     |     |     |     |     |     |     |     |     |     |     |     |
| 1992   | Equipe Alméras  | Porsche 962 | MON | SIL | LEM | DON | SUZ | MAG |     |     |     |     |     |     |     |     |     |     |
| 1992   | Equipe Alméras  | Porsche 962 | DNF |     |     |     |     |     |     |     |     |     |     |     |     |     |     |     |